# Předvaha
Předvaha nebo přesněji obratová předvaha je výpis počátečních stavů, obratů a konečných zůstatků všech účtů, které účetní jednotka použila za vybrané období.
Předvaha se používá pro formální kontrolu správnosti podvojného účetnictví, neboť při zachování principu podvojnosti se součet všech počátečních stavů a konečných zůstatků musí rovnat nule a součet obratů strany Má dáti se musí rovnat součtu obratů strany Dal.

## Příklad předvahy
```
Účet   Název účtu          Počáteční stav       Obrat MD        Obrat DAL       Konečný zůstatek
------------------------------------------------------------------------------------------------
031    Pozemky	                     0,00	41 006 403,29	         0,00	   41 006 403,29
042    Pořízení dl.majetku      78 260,39	46 174 685,45	40 942 754,07	    5 310 191,76
052    Zálohy na dl.majetek    315 900,00	28 080 000,00	28 080 000,00	      315 900,00
.      .                                .                  .               .                  .
.      .                                .                  .               .                  .
.      .                                .                  .               .                  .
-------------------------------------------------------------------------------------------------
Součet                               0,00     896 875 555,56   896 875 555,56               0,00
```